# Тороманян, Торос Арутюнович
Торос Арутюнович Тороманян (также Тораманян, з.-арм. Թորոս Յարութիւն Թորամանեան; 1864—1934) — армянский архитектор и археолог, исследователь истории архитектуры Армении. Заслуженный деятель науки Армянской ССР (1933 год).

## Биография
Родился в 1864 году в Шапин-Карахисаре, Оттоманская империя.
По окончании Константинопольской академии художеств занялся проектированием частных и общественных зданий в Константинополе, затем в Болгарии, куда переехал в 1896 году, а также в Румынии.
В 1902 году Тораманян принимает предложение принять участие в экспедиции в одну из древних столиц Армении — Ани, куда приезжает в 1903 году и присоединяется к экспедиции Николая Марра.
В 1904 году Тораманян по приглашению архимандрита Хачика Дадяна присоединяется к раскопкам церкви Звартноц. Результаты исследований в 1905 году он публикует в труде «Храм Звартноц».
В 1921 году, после того, как Ани оказался на турецкой территории, Тораманян потерял возможность вести там свои исследования.
В 1923 году в Армянской ССР создается Комитет по охране древних памятников, членом которого становится Тораманян. В составе Комитета он принимает участие в реконструкции Эчмиадзинского собора.
В 1930—1932 годах также заведовал архитектурным отделом Исторического музея Армении в Ереване.
Был членом Всемирного Армянского Конгресса.
Умер в 1934 году.

## Награды и звания

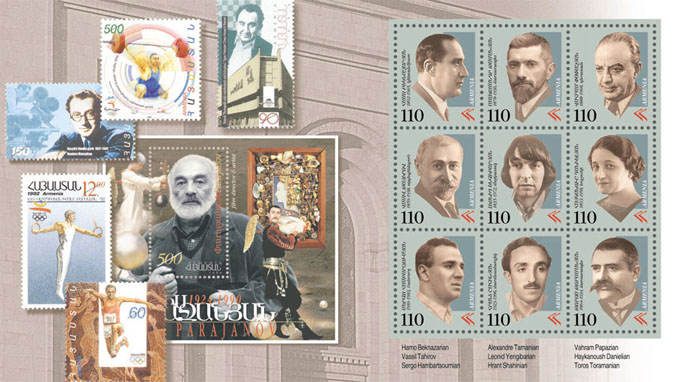
Бекназарян, Таманян, Папазян, Таиров, Енгибарян, Даниелян, Амбарцумян, Шагинян, Тороманян

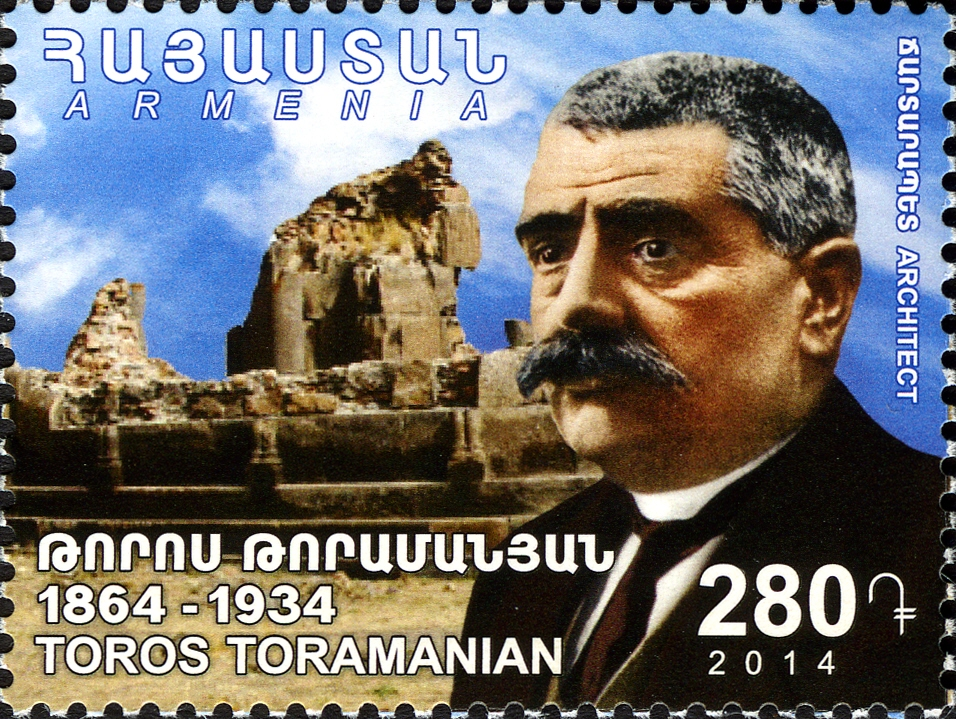
Торос Тораманян на армянской марке 2014 года

- Заслуженный деятель науки Армянской ССР (1933 год).
- В 1969 году АН Армении учредила памятную медаль имени Тороманяна.[3]

## Память
- В 2000 году была выпущена почтовая марка Армении, посвященная Тороманяну.